# Liste der indischen Botschafter in Kolumbien
Die indische Botschaft befindet sich im Büro 301 des Torre Cusezar (Hochhaus eines Bauunternehmens) in Bogotá.
Der indische Botschafter in Bogotá ist regelmäßig auch bei den Regierungen in Quito und San José (Costa Rica) akkreditiert.
| Ernannt / Akkreditiert | Leiter der Auslandsvertretung | Bemerkungen | Ernannt von             | Akkreditiert bei                  | Posten verlassen |
| ---------------------- | ----------------------------- | --- | ----------------------- | --------------------------------- | ---------------- |
| 17. Feb. 1973          | Madanjeet Singh               | | Indira Gandhi           | José Figueres Ferrer              | 3. Dez. 1976     |
| 29. Jan. 1977          | Khiangte Chawngte Lalvunga    | | Morarji Desai           | Daniel Oduber Quirós              | 24. Aug. 1980    |
| 5. Okt. 1980           | Alfred W. B. Vaz              | (* 1933; † 20. Dezember 1986 in Maputo) 1968–1971: Generalkonsul in Pjöngjang, 1977–1980: Botschafter in Antananarivo. | Indira Gandhi           | Rodrigo Carazo Odio               | 19. Jan. 1985    |
| 31. Juli 1985          | Mukur Kanti Khisha            | | Rajiv Gandhi            | Luis Alberto Monge Álvarez        | 19. Apr. 1989    |
| 16. Aug. 1989          | Gnoudrup Dorji Atuk           | Botschafter in Tripolis koncurrent Hochkommissar in Valletta.                                                          | Vishwanath Pratap Singh | Óscar Arias Sánchez               | 1. Jan. 1993     |
| 3. Okt. 1994           | Pramatesh Rath                | | P. V. Narasimha Rao     | José María Figueres Olsen         | 16. Juli 1999    |
| 13. Sep. 1999          | Hemant Krishan Singh          | | Atal Bihari Vajpayee    | Miguel Angel Rodríguez Echeverría | 27. Dez. 2002    |
| 10. März 2003          | Nilima Mitra                  | Botschafterin | Atal Bihari Vajpayee    | Abel Pacheco                      | 15. Dez. 2006    |
| 8. Jan. 2007           | Deepak K. Bhojwani            | | Manmohan Singh          | Óscar Arias Sánchez               | 12. Aug. 2010    |
| 20. Sep. 2010          | Shri Riewad V. Warjri         | | Manmohan Singh          | Laura Chinchilla Miranda          |                  |